# Kacevac
Kacevac (en serbe cyrillique : Кацевац) est un village de Bosnie-Herzégovine. Il est situé sur le territoire de la ville de Bijeljina et dans la république serbe de Bosnie. Selon les premiers résultats du recensement bosnien de 2013, il compte 298 habitants.

## Géographie
Le village est situé sur les bords des rivières Brezovica et Tavna.

## Démographie

### Évolution historique de la population dans la localité
| 1948 | 1953 | 1961 | 1971 | 1981 | 1991 | 2013 |
| ---- | ---- | ---- | ---- | ---- | ---- | ---- |
| 423  | 417  | 445  | 460  | 427  | 351  | 298  |

|  |